# La casa del lago

È il secondo e ultimo album dei Saint Just che successivamente si scioglierà. Oltre ai componenti del gruppo partecipa alla realizzazione dell'LP, Vince Tempera.

## Tracce
LATO A
Edizioni musicali Belriver.
1. Tristana (testo: Jane – musica: Toni Verde)
2. Nella vita un pianto (testo: Jane – musica: Toni Verde)

LATO B
Edizioni musicali Belriver.
1. Viaggio nel tempo (Tito Rinesi)
2. La casa del lago (testo: Jane – musica: Toni Verde)
3. Messicano (testo: Jane – musica: Toni Verde)
4. La terra della verità (Tito Rinesi)

## Formazione
- Jenny Sorrenti (voce)
- Toni Verde (basso)
- Tito Rinesi (chitarra)
- Andrea Faccenda (chitarra elettrica)
- Fulvio Maras (batteria, percussioni)

Altri musicisti
- Vince Tempera (archi)

## Altre edizioni
- 1974: audiocassetta, pubblicata in Italia (Harvest, 3C 244 18033)
- 1989: CD, pubblicato in Giappone (Crime, 292E 2027)
- 1989: LP, pubblicato in Giappone (Crime, 	ERS-28024, NAS-1418)
- 1994: CD, pubblicato in Italia (Mellow Records, MMP 194)
- 1995: CD, pubblicato in Corea del Sud (Si-Wan Records, SRMC 6017)